# Йончо Арсов
Йончо Арсов (12 септември 1929 – 9 ноември 2011) е български футболист и треньор по футбол.

## Състезателна кариера
Играе като полузащитник в Септември (София) и ВВС (София) от 1949 до 1955 г. и в Левски от 1956 до 1962 г. Носител на купата през 1956, 1957, 1959 г. Има 148 мача и 5 гола за Левски в А група. Има 2 мача в А националния и 8 мача с 1 гол за младежкия национален отбор на България.

## Треньорска кариера
През 1966 г. завършва треньорска школа в Югославия. Между 1963 и 1972 г. е помощник-треньор и треньор на Левски, като е шампион на България през 1970 г. и носител на купата през 1970 и 1971 г. От 1973 до 1979 г. работи като съюзен треньор в БФФ. Старши треньор на Локомотив (София) е от 1974 до 1976 г. и на националния отбор (23 мача), Б националния отбор (2), и младежкия национален отбор (8). Заслужил треньор от 1969 г. От 1979 г. е треньор в Кипър, където печели голям авторитет.